# HD 196178
HD 196178，又名BD+46 2977，SAO 49804、HR 7870，是一颗恒星，视星等为5.78，位于銀經84.62，銀緯3.89，其B1900.0坐标为赤經20h 30m 38.3s，赤緯+46° 3.89′ 2″。